# 深圳机场股份
深圳市机场股份有限公司（深交所：000089，简称：深圳机场），是一家从事机场营运的上市公司，于1998年4月20日上市，由深圳机场集团控股。

## 治理
深圳市机场股份有限公司旗下有主要控股参股公司：
- 深圳市机场运输有限公司 90.00%
- 深圳市机场广告有限公司 95.00%
- 深圳市机场国内货站有限公司 100.00%
- 深圳市机场急救医疗中心 100.00%
- 深圳机场现代物流有限公司 100.00%
- 深圳机场保税报关行有限公司 100.00%
- 深圳市赛易达保税物流有限公司 100.00%
- 深圳市机场国际快件海关监管中心有限公司 50.00%
- 深圳市机场空港设备维修有限公司 50.00%
- 深圳机场雅仕维传媒有限公司 51.00%
- 深圳机场信息技术服务有限公司 50.00%
- 成都双流国际机场股份有限公司 21.00%
- 深圳机场国际货站有限公司 50.00%